# Cegléd
Cegléd est une ville et une commune du comitat de Pest en Hongrie, située à environ 70 km au sud-est de Budapest.

## Géographie
Cegléd est situé entre le Danube et la Tisza, au nord de la petite Coumanie, dans la partie occidentale de la grande plaine hongroise. 
En raison de sa situation, elle est souvent appelée « la porte de la Grande Plaine ». 
Les collines de Gödöllő longent la partie occidentale de la ville.
Le ruisseau Gerje traverse la partie méridionale de Cegléd. 
La ville est entourée de terres agricoles produisant principalement des fruits (prunes, cerises et abricots) et des légumes (poivrons jaunes) et compte plusieurs zones de chalets dispersés.
Sa superficie est d'environ 245 km2.

## Subdivisions administratives
La ville est le siège de la micro-région de Cegléd, qui comprend Abony, Dánszentmiklós, Nagykőrös, Albertirsa, Jászkarajenő, Nyársapát, Kocsér, Tápiószőlős, Ceglédbercel, Kőröstetétlen, Törtel, Csemő, Mikebuda et Újszilvás. 
Ses quartiers sont: Belváros, la zone résidentielle et balnéaire de Budai út, le parc municipal d'Öregszőlő, la partie orientale de la ville, le Cifrakert üdölüzül, le lotissement du Nord, la zone commerciale et récréative du Nord (le parc industriel et le domaine de Kernács en font partie), la zone industrielle du sud-est, le parc urbain de l'ouest et la zone agricole périphérique.

## Population
| 2013   | 2014   | 2021   | 2022   |
| ------ | ------ | ------ | ------ |
| 36 384 | 36 129 | 35 334 | 35 088 |

| 2023   | 2024   | - | - |
| ------ | ------ | - | - |
| 36 344 | 36 391 | - | - |

## Transports
La route principale 4  traverse Cegléd en direction de Budapest au nord-ouest et Debrecen à l'est, tandis que la route principale 441 relie la ville à Kecskemét. 
La connexion la plus proche avec l'autoroute M5 se trouve près d'Albertirsa, à environ 15 kilomètres au nord-ouest de Cegléd.
La ville dispose d'une gare, avec des liaisons ferroviaires avec Budapest, Nyíregyháza, Szeged et Záhony.

## Sport
- Handball
  - Ceglédi KKSE

## Personnalités
- George Pal (1908-1980), producteur et réalisateur
- Gyula Zsengellér (1915-1999), footballeur
- Miklós Ungvári (* 1980), judoka
- Roland Juhász (* 1983), footballeur
- Tamás Lőrincz (* 1986), lutteur
- Viktor Lőrincz (* 1990), lutteur
- Noémi Háfra (* 1998), handballeuse

## Jumelages
La ville de Cegléd est jumelée avec :
| Ville | Ville             | Pays | Pays      |
| ----- | ----------------- | ---- | --------- |
|       | Gheorgheni        |      | Roumanie  |
|       | Miercurea-Ciuc    |      | Roumanie  |
|       | Mühldorf am Inn   |      | Allemagne |
|       | Odorheiu Secuiesc |      | Roumanie  |
|       | Plauen            |      | Allemagne |
|       | Sfântu Gheorghe   |      | Roumanie  |
|       | Vasvár            |      | Hongrie   |
|       | Vlăhița           |      | Roumanie  |